# West Dunbar
West Dunbar es un lugar designado por el censo ubicado en el condado de Kanawha en el estado estadounidense de Virginia Occidental. En el Censo de 2020 tenía una población de 617 habitantes y una densidad poblacional de 979,37 habitantes por km². Fue incluido como CDP en el censo de 2020.

## Geografía
West Dunbar se encuentra ubicado en las coordenadas 38°22′23″N 81°45′19″O / 38.37306, -81.75528. Según la Oficina del Censo de los Estados Unidos,  tiene una superficie total de 0,63 km², de la cual 0,58km² corresponden a tierra firme y 0,05 km².